# R2 (restaurangvagn)
R2 är en typ av restaurangvagn  av 1960-talstyp och tillverkades av Kalmar Verkstads AB (KVAB)  för Statens Järnvägar 1968–1969 och byggdes om från RB1. Vagnarna byggdes om i två omgångar, först i mitten av 1980-talet och därefter i början av 1990-talet. Det fanns vissa skillnader mellan de vagnar som byggdes om i de olika omgångarna, några av dem som byggdes om först kom senare att anpassas till den senare versionen medan de andra slopades. I början av 2000–2001 byggdes flera av vagnarna om för användning av Svenska Orientexpressen och gavs littera R12. Kvarvarande R2 slopades 2010 med undantag av två varav den ena såldes till Inlandsbanan AB.